# Julio César Saguier (político)
Julio César Saguier y Pociello (Buenos Aires, 18 de junio de 1935 - íd., 13 de enero de 1987) fue un abogado y político argentino perteneciente a la Unión Cívica Radical.

## Biografía
Julio César Saguier nació en Buenos Aires el 18 de junio de 1935 siendo hijo del médico paraguayo Julio César Saguier Gondra y de la porteña María Josefa Eugenia Pociello Argerich. Era bisnieto, por parte de su padre, de Fernando Saguier Viana, embajador del Paraguay en la Argentina durante los tiempos de la Guerra de la Triple Alianza. Era sobrino nieto de Fernando Saguier, diputado y senador nacional por la Unión Cívica Radical durante los años de las presidencias de Hipólito Yrigoyen y Marcelo T. de Alvear. 
Según el genealogista Narciso Binayán Carmona, era descendiente del conquistador, explorador y colonizador español Domingo Martínez de Irala (1509-1556); sus antepasados tenían un remoto origen mestizo guaraní, que compartía con muchos próceres de la época de la Independencia y con grandes personajes paraguayos y argentinos.
En los años 1950 contrajo matrimonio con Matilde Ana María Noble y Mitre (hija de Julio Argentino Noble y sobrina de Roberto J. Noble, fundador del diario Clarín) teniendo seis hijos: Julio César (n. 1960) Alejandro Julio (n. 1961), Fernán Saguier (n. 1963), Luis Saguier, Florencia Saguier y Lucía Saguier. A su vez, se afilió a la Unión Cívica Radical en aquellas épocas. 
Durante las presidencias radicales de Arturo Frondizi y Arturo Illia ocupó cargos en el Concejo Deliberante de la Ciudad de Buenos Aires. En 1973, se afilió a la candidatura presidencial de Ricardo Balbín y fue electo concejal de la Capital Federal (Ciudad de Buenos Aires) cargo que ocupó hasta el golpe de Estado del 24 de marzo de 1976.
En 1983 estaba afiliado a la candidatura presidencial de Raúl Alfonsín, por el Movimiento de Renovación y Cambio y fue designado Intendente por decreto del mismo Alfonsín (Buenos Aires no tenía autonomía en ese entonces y el Intendente era designado por decreto del poder ejecutivo).

## Intendencia

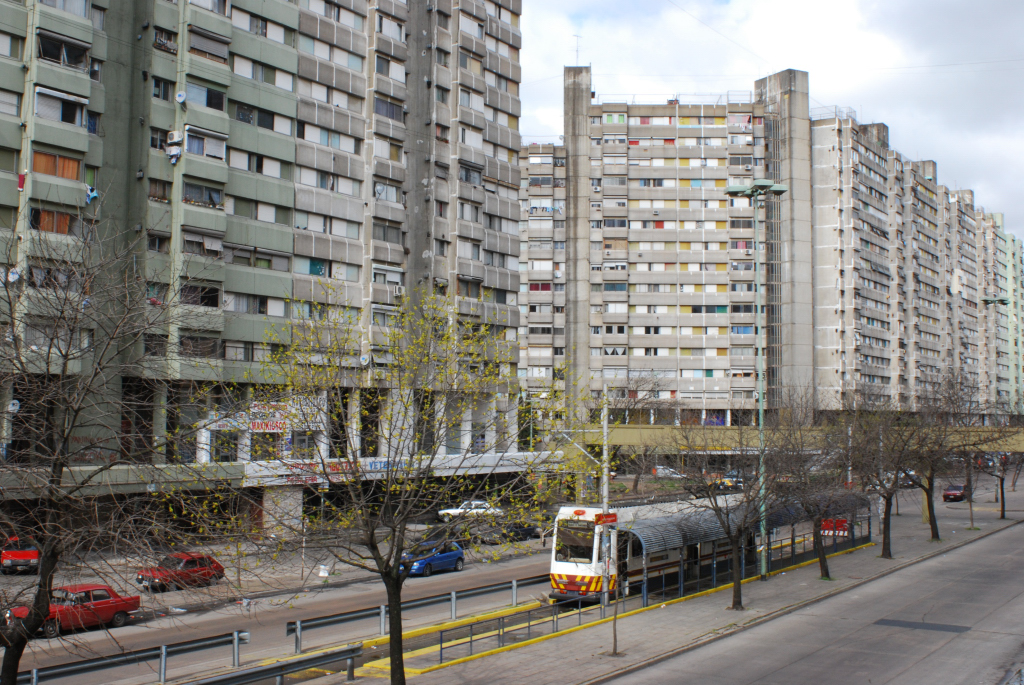
El premetro, atravesando el Conjunto Habitacional Lugano I y II (Hoy Gral. Savio)

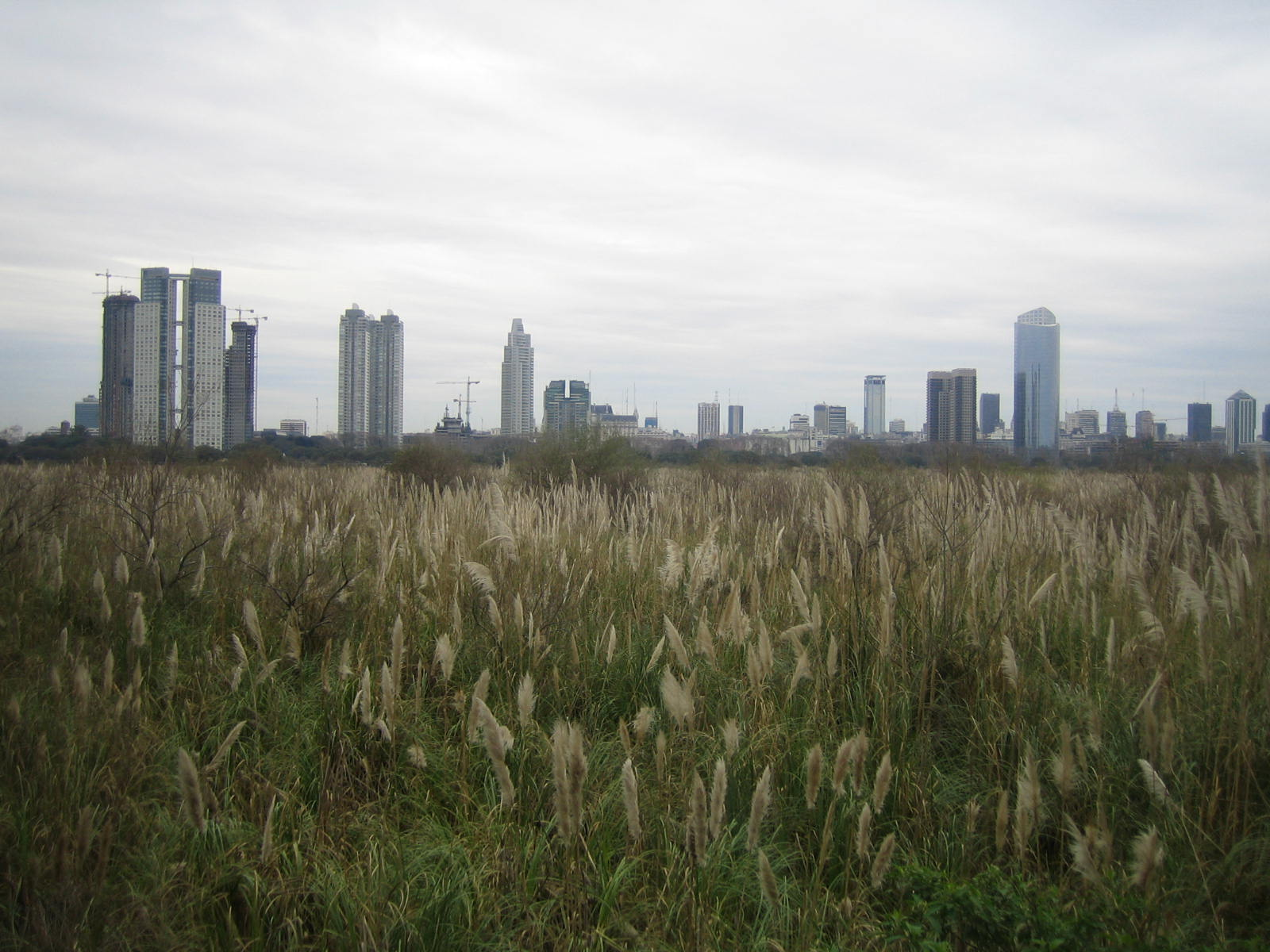
Vista de la Reserva Ecológica con los edificios de Puerto Madero al fondo.

Durante su gestión se proyectaron varias obras públicas y se sancionaron las leyes 10.296 y 10.784, que regulan el funcionamiento del Mercado Central y el CEAMSE, respectivamente. 
Entre sus primeras medidas, el 16 de diciembre de 1983, Saguier canceló la concesión de Parques Interama S.A. luego de conocerse un dictamen del procurador, donde se consignaba que la empresa no estaba pagando sus deudas, ni estaba avanzando con las obras pendientes. Además recaían sospechas sobre el pago de sobreprecios y la presentación de balances falsos.El Parque de Diversiones fue rebautizado como “Parque de la Ciudad”. Las obras inconclusas, como el cine Imax y el gran Domo para bailes, recitales y eventos deportivos, quedaron sin terminar.  Saguier rescindió el contrato e incautó de los bienes del parque. La empresa demandó a la MCBA, comenzando un largo juicio. las deudas originadas por la decisión de Saguier, las heredó Fernando de la Rúa, asciendían a 1500 millones de dólares, según el cálculo efectuado en 1996.
El 14 de octubre de 1984 se dispuso el cierre del Mercado de Abasto Proveedor, cuya actividad fue trasladada al Mercado Central de Buenos Aires, por lo que el edificio quedó abandonado. Ya a principios de 1986, la cooperativa El Hogar Obrero suscribe con los propietarios de Mercado Ciudad de Buenos Aires S.R.L. un contrato de locación por el término de 10 años. Las obras comenzarían en 1989. En 1992, Matilde de Saguier compra acciones del diario La Nación. en 1994, sus hijos – particularmente Julio – lograron gestionar en Estados Unidos un préstamo de aproximadamente 40 millones de dólares de un banco de financiamiento internacional. Julio César Saguier, creyó que el parque Sarmiento era un buen negocio, concecionandolo a manos privadas. la empresa le hizo juicio a la Ciudad por daños y lucro cesante, reclamando una indemnización de 3.000 millones de pesos que, en parte, el propio Banco de la Ciudad le había prestado,y que serían devueltos con bonos del Estado. Desde 1985 hasta marzo de 1990 se produjeron en Buenos Aires un total de 19 procesos de inundación por precipitación pluvial y desborde del sistema de desagües. En enero de 1985,  una tormenta paralizó a la ciudad provocando desbordes por el crecimiento de los arroyos, que entubados. Las inundaciones ocurridas en Buenos Aires a lo largo del año 1985 fueron por su magnitud más importantes en el siglo XX. En la inundación de junio de 1985 la atención de los evacuados estuvo a cargo de la Cruz Roja, las fuerzas armadas -Regimiento de Patricios y Granaderos-, la prefectura, defensa civil, bomberos, organismo de emergencias sanitarias de la Municipalidad, todos, sin coordinación. A raíz de dicha inundación se crea un Comité de Emergencia integrado por el Ministerio del Interior, el gobernador de la provincia de Buenos Aires, el Intendente de la Ciudad de Buenos Aires y funcionarios de distintas áreas de gobierno y del Plan Alimentario Nacional, conformado exclusivamente por políticos de la UCR, sin embargo años después varios funcionarios radicales que integraban el organismo serían llevados a juicio por desvío de fondos, entre ellos el presidente del comité y yerno de Saguier.
Mientras tanto, en 1985, dada la baja rentabilidad que produjeron las famosas y conflictivas Autopistas Urbanas (AU-1 y AU-6) de Cacciatore, la Ciudad de Buenos Aires se hace cargo de su administración y con ellas también adquiere las obras inconclusas de la Línea E que se hallaban bajo la autopista 25 de Mayo, las cuales pasan a manos de Subterráneos de Buenos Aires. [cita requerida]
Reactivo las obras para la extensión de la Línea D hasta la nueva estación llamada General Savio, sin embargo, el 8 de febrero de 1986, falleció en circunstancias poco claras Roque Carranza Ministro de Defensa desde 1985. el gobierno radical impuso su nombre descartando el de “General Savio”.  Carranza fue uno de los autores del Atentado terrorista en la Plaza de Mayo del 15 de abril de 1953, que causó entre 5 y 7 muertos y más de 90 heridos, dañando la estación Plaza de Mayo de la línea A, por lo que su designación fue mal vista en la legislatura. La imposición de su nombre por decreto y el hecho de que Carranza haya cometido actos terroristas que mataron civiles llevaron al repudio de varios legisladores porteños, contrarios a la medida.
En 1986 creó la  Reserva Ecológica Costanera Sur.

## Fallecimiento
Julio Saguier murió imprevistamente el 13 de enero de 1987 mientras ejercía aún el cargo de Intendente de la Capital Federal. 
Por esta razón, la estación terminal del Premetro (cuya construcción se iniciara bajo su gestión) fue inaugurada, junto con el ramal completo, el 27 de agosto de 1987, y fue nombrada en su homenaje "Intendente Saguier".
El 29 de agosto de 1990 fue abierta en Buenos Aires una biblioteca que lleva su nombre en su honor. Su viuda y sus hijos son accionistas de la empresa que edita el diario La Nación. 
Fernán Saguier, su tercer hijo, se desempeña como Director del diario La Nación desde noviembre de 2020. 
Además en el año 2009 se inauguró un comité de la Unión Cívica Radical en la Comuna 2 de Buenos Aires, barrio de Recoleta en su honor, designándose su nombre en la calle Paraguay y Gallo.